# Maksim Munzuk
Maksim Monguzhukovich Munzuk o Maxim Munzuk (en ruso: Макси́м Монгужу́кович Мунзу́к; 2 de mayo de 1910-28 de julio de 1999) fue un actor ruso de etnia tuvana. Se le conoce por ser el protagonista de Dersu Uzala, una de las películas más conocidas del director japonés Akira Kurosawa.

## Filmografía
- Пропажа свидетеля (Propazha zvidetelya; y en inglés: Loss of the witness) - 1971 (detectives)
- Dersu Uzala (título original, en ruso: Дерсу Узала)  - 1975 (aventuras)
- Прогулка, достойная мужчин (Progulka, dostoynaya muzhchin; A walk worthy of men) - 1979
- Предварительное расследование (Predvaritelnoye rassledovaniye; Preliminary investigation) - 1979
- Последняя охота (Poslednyaya okhota; Last hunting) - 1979 (drama)
- По следу властелина (Po sledu vlastelina; On the lord's track) - 1979 (aventuras)
- Валентина (Valentina; Valentine) - 1981 (melodrama)
- Гадание на бараньей лопатке (Gadanie na baraney lopatke) - 1988
- Месть (Mest; Revenge) - 1989 (histórica y biográfica)